# Blace (Brvenica)
Blace (makedonsky: Блаце) je vesnice v Severní Makedonii. Nachází se v opštině Brvenica v Položském regionu.

## Geografie
Blace se nachází na vrcholu Suve Gory a leží v nadmořské výšce 839 metrů. Ve 20. století se vesnice nacházela ve vyšší poloze.

## Historie
V 19. století byla vesnice pod správou Osmanské říše.
Podle záznamů Vasila Kančova zde v roce 1900 žilo 440 obyvatel makedonské národnosti.
Dne 31. srpna 1944 byla vesnice zasažena balistickými střelami s jediným cílem, a to vesnici vypálit a zabít místní obyvatelstvo. 13 domů bylo vypáleno do základů.

## Demografie
Podle sčítání lidu z roku 2021 žije ve vesnici 272 obyvatel, z toho 259 se hlásí k makedonské národnosti.
| Rok          | 1900 | 1905 | 1929 | 1948 | 1953 | 1961 | 1971 | 1981 | 1991 | 1994 | 2002 | 2021 |
| ------------ | ---- | ---- | ---- | ---- | ---- | ---- | ---- | ---- | ---- | ---- | ---- | ---- |
| Obyvatelstvo | 440  | 360  | 357  | 442  | 471  | 513  | 493  | 385  | 362  | 375  | 344  | 272  |

## Kostely

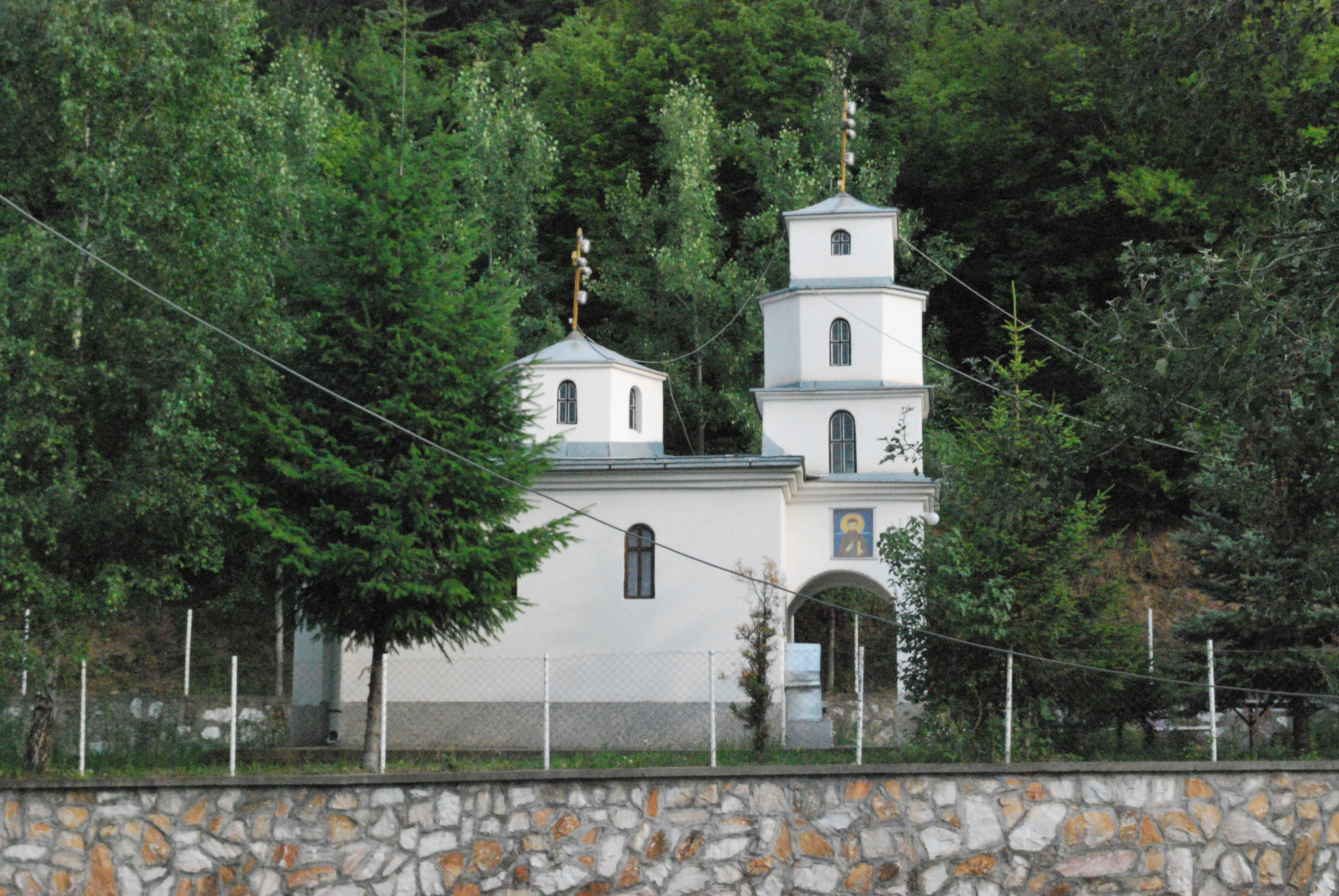
Kostel sv. Konstantina a Eleny

- Kostel sv. Kostantina a Eleny
- Kostel sv. Trojice
- Kostel sv. Jiří